# Kalenić (Vračar)
Pour les articles homonymes, voir Kalenić.
Kalenić (en serbe cyrillique : Каленић) est un quartier de Belgrade, la capitale de la Serbie. Il est situé dans la municipalité urbaine de Vračar.
Le quartier est centré autour du marché de Kalenić, l'un des marchés de produits frais de Belgrade.

## Emplacement
Kalenić est situé à 2 km du centre-ville de Belgrade (Terazije), sur les pentes septentrionales de la colline de Vračar. Il s'étend jusqu'au quartier de Čubura au sud, Crveni krst à l'est, Vukov spomenik au nord et Krunski venac à l'ouest, dans la direction du Cvetni trg.

## Caractéristiques
Kalenić est un secteur commercial et résidentiel ; on y trouve également le centre administratif de la municipalité et l'assemblée municipale de Vračar. Le quartier joue un rôle important dans la circulation routière de la capitale mais, en raison de l'étroitesse de ses rues, il connaît des difficultés de circulation, notamment dans les rues Maksima Gorkog, Golsvordijeva et Krunska etc.

## Marché de Kalenić
Le marché de Kalenić market (en serbe cyrillique : Каленићева пијаца ; en serbe latin : Kalenićeva  pijaca) est un des marchés en plein air les plus actifs de la capitale serbe ; plusieurs centaines de marchands y sont présents tous les jours. Les étals sont regroupés en fonction de leurs marchandises et, parmi les propositions les plus importantes figurent les fruits de saison, les légumes, les fromages artisanaux et des plats cuisinés à la maison ; on y trouve aussi des produits en saumure et des fruits en conserve. Au centre du marché, on vend de la viande, fraîche ou fumée, et du poisson ; le marché propose aussi des produits de santé, comme le lait de soja, du tofu et des algues séchées. On y trouve aussi des condiments importés, des sauces ou des boissons au chocolat.
Mais le marché de Kalenić n'est pas réservé à la nourriture. On peut aussi y acheter des fleurs coupées ou des plantes en pot, des pyjamas, des chaussettes et des sous-vêtements, ainsi que des chaussures, des sweaters et des fourrures. On y trouve, des bougies et des icônes et toutes sortes d'autres objets et ustensiles.